# Stativet och Tumstocken

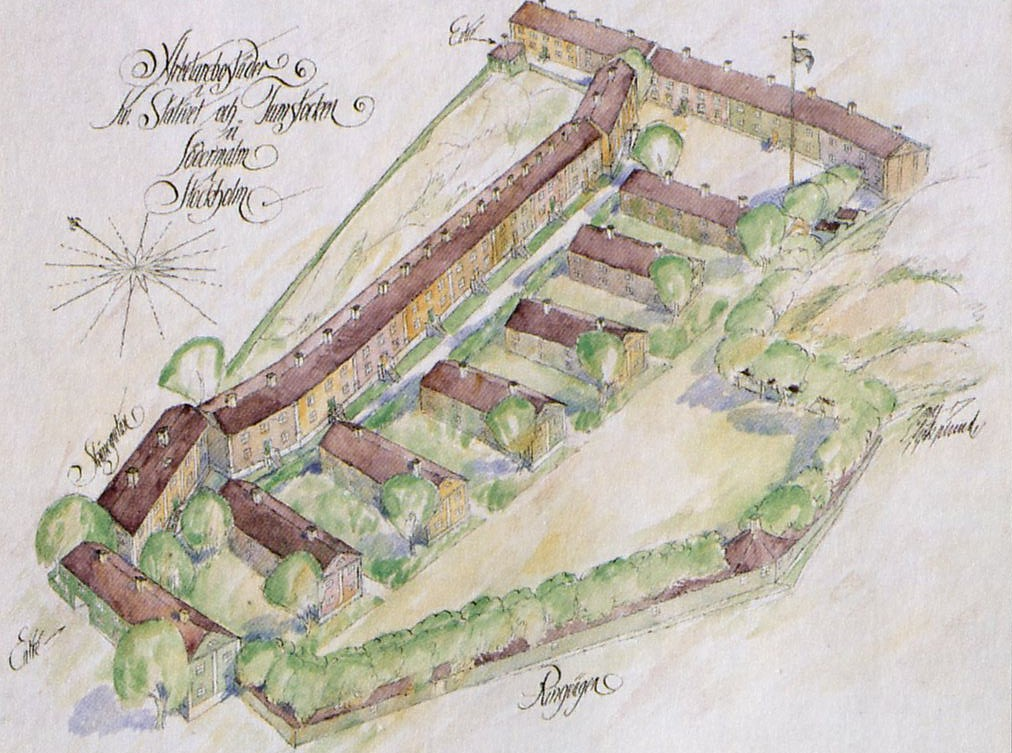
Asplunds förslag till nödbostäder i kvarteren Stativet och Tumstocken på Södermalm, 1917.

Stativet och Tumstocken var två sammanhängande kvarter på Södermalm i Stockholm. 1917 uppfördes i detta dubbelkvarter ett av Stockholms större områden med nödbostäder. Stadsplan och byggnaderna hade utformats av arkitekt Gunnar Asplund. Området revs 1965 och 1968 bebyggdes det med bostadshus och Rosenlundsparkens västligaste del. Idag är det tidigare dubbelkvarteret uppdelat på Stativet, Pinnpojken och Tumstocken.

## Bakgrund
Kring sekelskiftet 1900 rådde det svår bostadsbrist i Stockholm. Bostadssituationen förvärrades under första världskriget och Stockholms stadsfullmäktige beslöt att snabbt skaffa fram billiga, enkla bostäder. I Stockholm byggdes  under åren 1917-24 cirka 2 500 nödbostäder eller bostäder för "husvilla". Byggnaderna som uppfördes av staden var tänkta som ett provisorium och man tog därför mark i anspråk som var avsedd för andra ändamål. Några sådana områden med nödbostäder i Stockholm var Cedersdalsgatans hus i Vanadislunden, ett annat område byggdes 1917 och kallades Gamla Stadshagen (revs 1965). Ett fortfarande existerande hus ligger i kvarteret Bergsryggen vid Ulvsundavägen uppförd 1916-17.
Det var inte ovanligt att staden anlitade kända arkitekter som skulle utforma enkla, men väl fungerande lägenheter, bland dem fanns arkitekterna Gunnar Asplund, Uno Åhrén, Sven Erik Lundqvist, Gustaf Larson och Axel Wetterberg. På Hemutställningen 1917 visade bland andra Asplund och Åhrén att man med enkla medel kunde skapa billiga och trivsamma bostäder om dessa var välplanerade.

## Asplunds nödbostäder på Södermalm

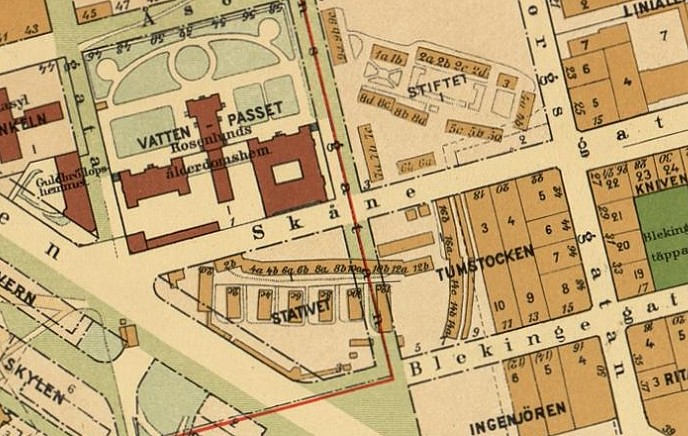
1930 års karta över området.

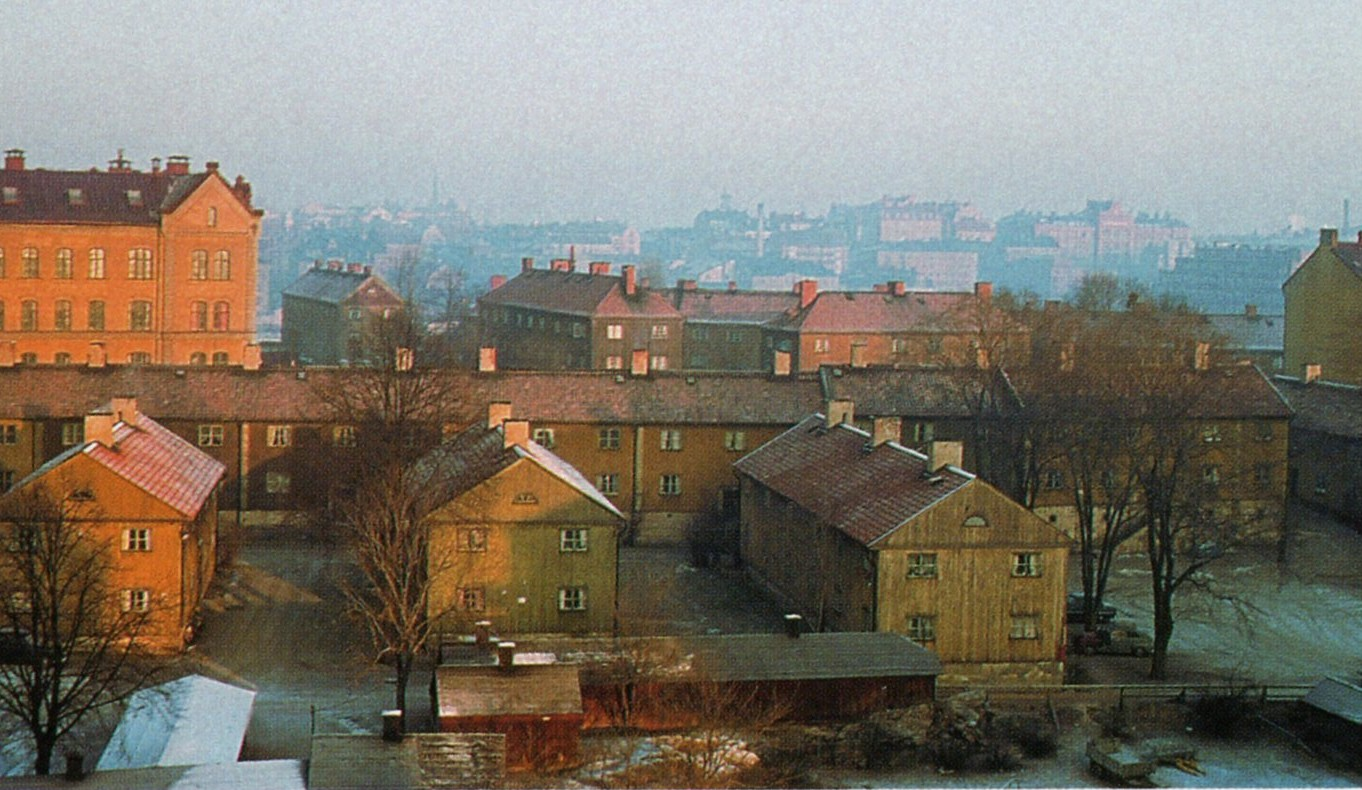
Området i januari 1964. I bakgrunden syns den provisoriska bebyggelsen i kvarteret "Stiftet".

I kvarteren Stativet vid Ringvägen och västra delen av kvarteret Tumstocken vid Hallandsgatan (dåvarande Skånegatan) byggdes 1917-1918 ett av Stockholms större områden med nödbostäder. För stadsplaneringen och utformningen stod arkitekt Gunnar Asplund. Stadsplanen var ovanlig för sin tid och bestod av sju lamellhus i två våningar ställda vinkelrätt mot en lång, svängd bostadslänga, även den i två våningar. Mot öst begränsades området med ytterligare en lätt svängd huslänga.
Mot Ringvägen anordnades låga uthuslängor innehållande förråd och avträden. Fasaderna var målade i röda, gula och gröna nyanser samt vita pilaster. Trähusen stod ofta upplyfta på höga, murade socklar och utvändiga trappor ledde upp till entréerna. Det hela gav ett idylliskt intryck av småstadsatmosfär men husen var ytterst enkla i utförande och standard. Ändå lyckades Asplund att skapa en ombonad, småskalig kvartersbebyggelse kring grönskande gårdar. 
Lägenheterna var utrustade enligt tidens standard: Vedspis och kakelugn för uppvärmning, dessutom gaskök och gasugn för matlagning samt kallvatten och avlopp. Elektricitet fanns indragen. Köksinredningen bestod av fasta bänk- och väggskåp med skafferi mot ytterväggen, väggarna och tak var klädda med målad pärlspont. Varmvatten fick man från en kopparreservoar vid sidan av vedspisen. Meningen var ursprungligen att riva området så fort bostadssituationen i Stockholm hade förbättrats.
I början på 1960-talet var de flesta av Asplunds längor fortfarande bebodda, trots eftersatt underhåll. På 1960-talet gjordes ansträngningar att bevara  området och ett ombyggnadsförslag lades fram. Förfallet hade dock gått för långt och en eldsvåda i mars 1965 som förstörde stora delar av kvarteret satte slutligen stopp för räddningsaktionen. Därefter revs bebyggelsen. För området fastställdes 1965 en ny stadsplan som medgav bostadsbebyggelse i högst sex våningar och 13 meter husdjup. På platsen finns idag Rosenlundsparken och ett enformigt bostadskvarter från slutet av 1960-talet.
På 1930 års Stockholmskarta syns ytterligare en bebyggelse med provisoriska bostäder i kvarteret Stiftet, strax norr om Tumstocken. Även dessa är byggda 1917 och rivna 1965, dock var de inte ritade av Asplund. Här rörde det sig om åtta bostadslängor varav fem låg grupperade kring en gård.

## Källor

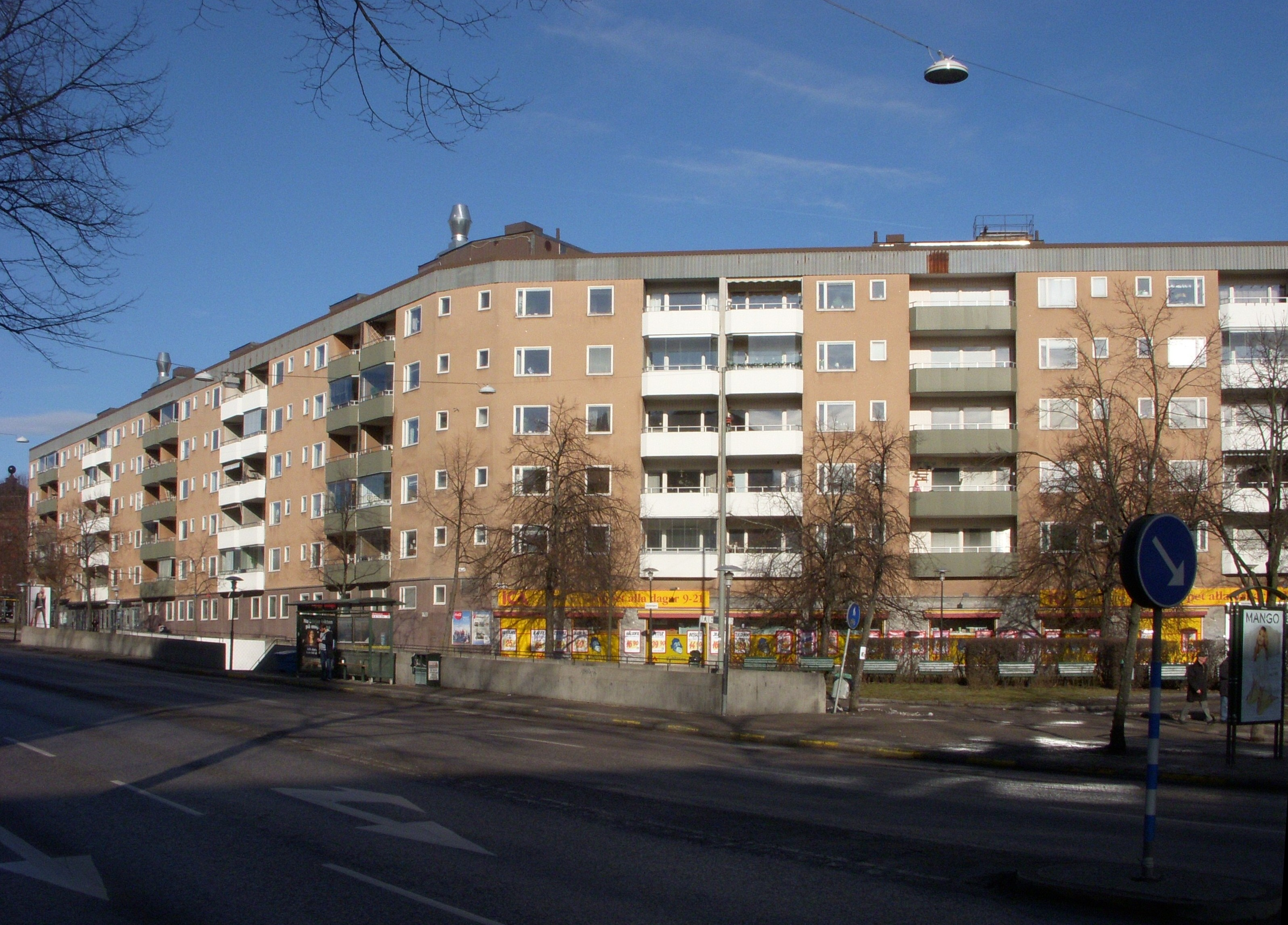
"Stativet" i februari 2012, vy från Ringvägen.

## Bilder

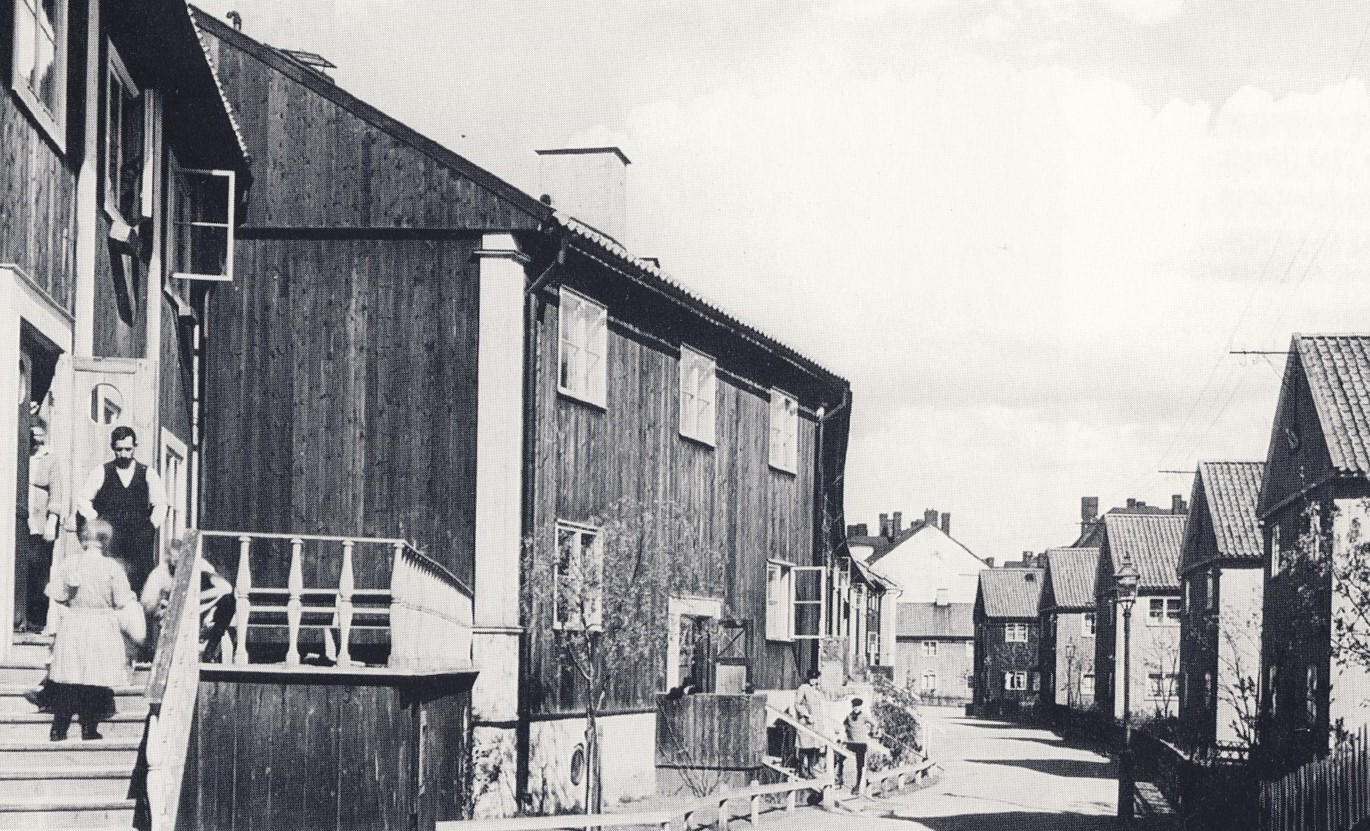
Området på 1920-talet
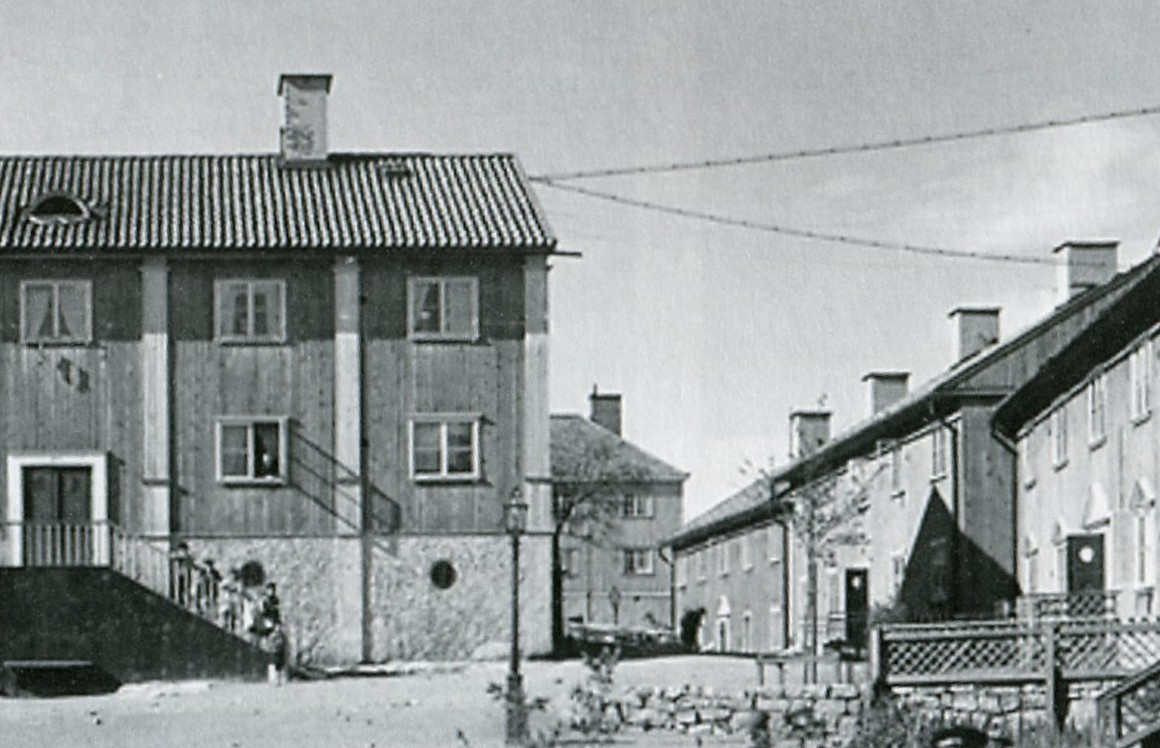
Området på 1940-talet
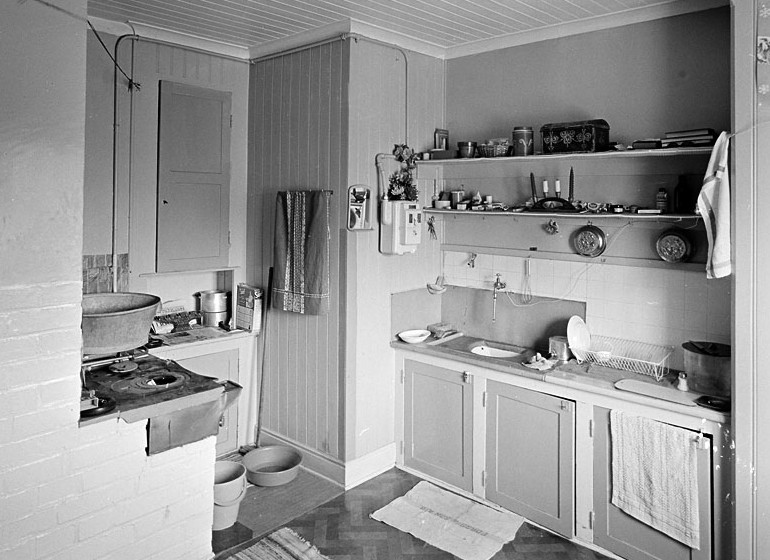
Köksinteriör 1964
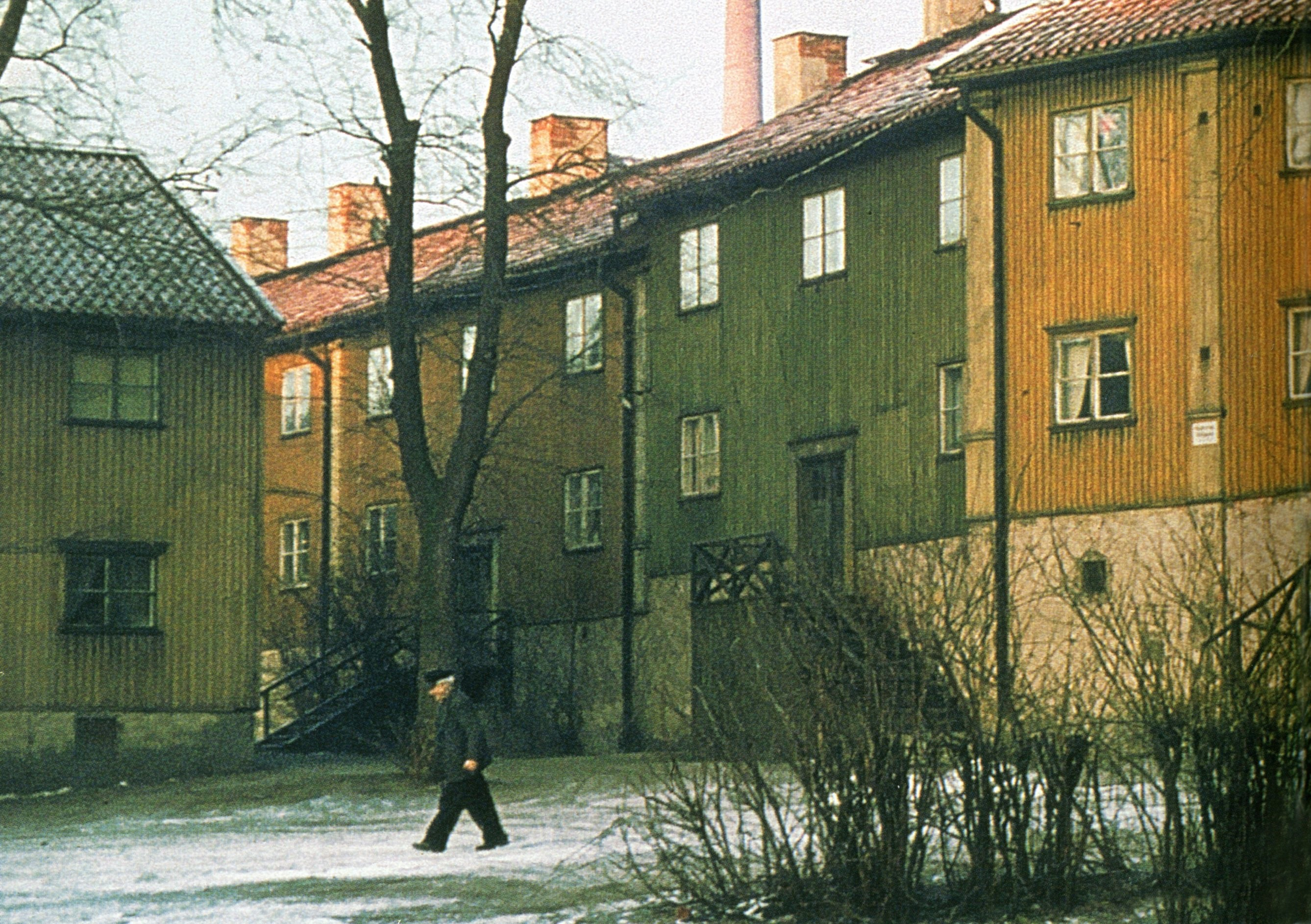
Området 1964

## Fördjupning
- Nödbostäder i Stockholm